# Synthèse d'ouverture

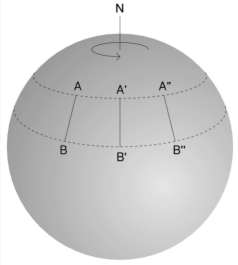
La plupart des systèmes utilisant la synthèse d'ouverture tirent avantage de la rotation de la Terre pour augmenter le nombre d'angles de vue dans l'observation. Ici, les télescopes A et B se déplacent avec le temps : en enregistrant les données à différents instants, on a accès à des mesures faites avec des angles de séparation différents.

La synthèse d'ouverture est un procédé d'interférométrie qui permet de regrouper les données issues d'un ensemble de télescopes pour produire une image qui a la même résolution angulaire que celle qu'aurait un télescope faisant la taille de l'ensemble tout entier.
Pour chaque séparation et chaque orientation, l'interféromètre produit un signal, composante de la transformée de Fourier de la distribution spatiale de la luminosité de l'objet observé. L'image (ou « carte ») de l'objet est obtenue à partir de ces différentes mesures. Les interféromètres astronomiques permettent ainsi des observations dans le visible, l'infrarouge, le sous-millimétrique et les ondes radio avec une grande précision.

## Principe
Afin de former une image de haute qualité, un nombre important de séparations entre les télescopes est nécessaire. La séparation entre deux télescopes, vue depuis l'objet observé, est appelée « ligne de base ». Plus nombreuses sont les lignes de bases, meilleure sera l'image. Par exemple, le Very Large Array regroupe 27 télescopes, qui forment 351 lignes de base indépendantes. En revanche, les plus grands ensembles de télescopes dans le visible regroupent 6 télescopes, et donnent des images de moins bonne qualité avec 15 lignes de base.
La plupart des systèmes utilisant la synthèse d'ouverture utilisent la rotation de la Terre afin d'augmenter le nombre de lignes de base. En regroupant les données prises à différents instants, on a accès à des angles et séparations plus variés, sans nécessiter de télescope supplémentaire. Quelques instruments utilisent une rotation artificielle de l'ensemble d'interféromètres, comme dans l'interférométrie de masquage d'ouverture.

## Histoire
La synthèse d'ouverture fut développée à l'origine pour les ondes radio par Martin Ryle et ses assistants du groupe de radioastronomie de l'Université de Cambridge. Martin Ryle et Antony Hewish ont partagé un prix Nobel pour cela, et d'autres contributions dans le développement de l'interférométrie radio. Le groupe fonda dans les années 1950 l'observatoire de radioastronomie Mullard, près de Cambridge. Vers la fin des années 1960 et le début des années 1970, lorsque les ordinateurs devinrent accessibles et suffisamment performants pour réaliser les inversions de Fourier, ils furent utilisés pour tenter une synthèse d'ouverture sur 1 mile (One-Mile), puis sur 5 km, avec les télescopes de l'observatoire Mullard. La technique fut affinée, pour donner l'interférométrie à très longue base, permettant des lignes de base de plusieurs milliers de kilomètres.
La synthèse d'ouverture est utilisée sur certains radars, dits radars à synthèse d'ouverture, et même sur certains télescopes travaillant dans le visible. En 2014, six interféromètres visibles/infrarouges ont produit des images à partir de la synthèse d'ouverture : COAST, NPOI, IOTA, ISI, CHARA et le VLTI.